# Yponomeutoidea
Yponomeutoidea là một liên họ gồm các loài bướm đêm Ermine và các họ hàng của nó.

## Hình ảnh

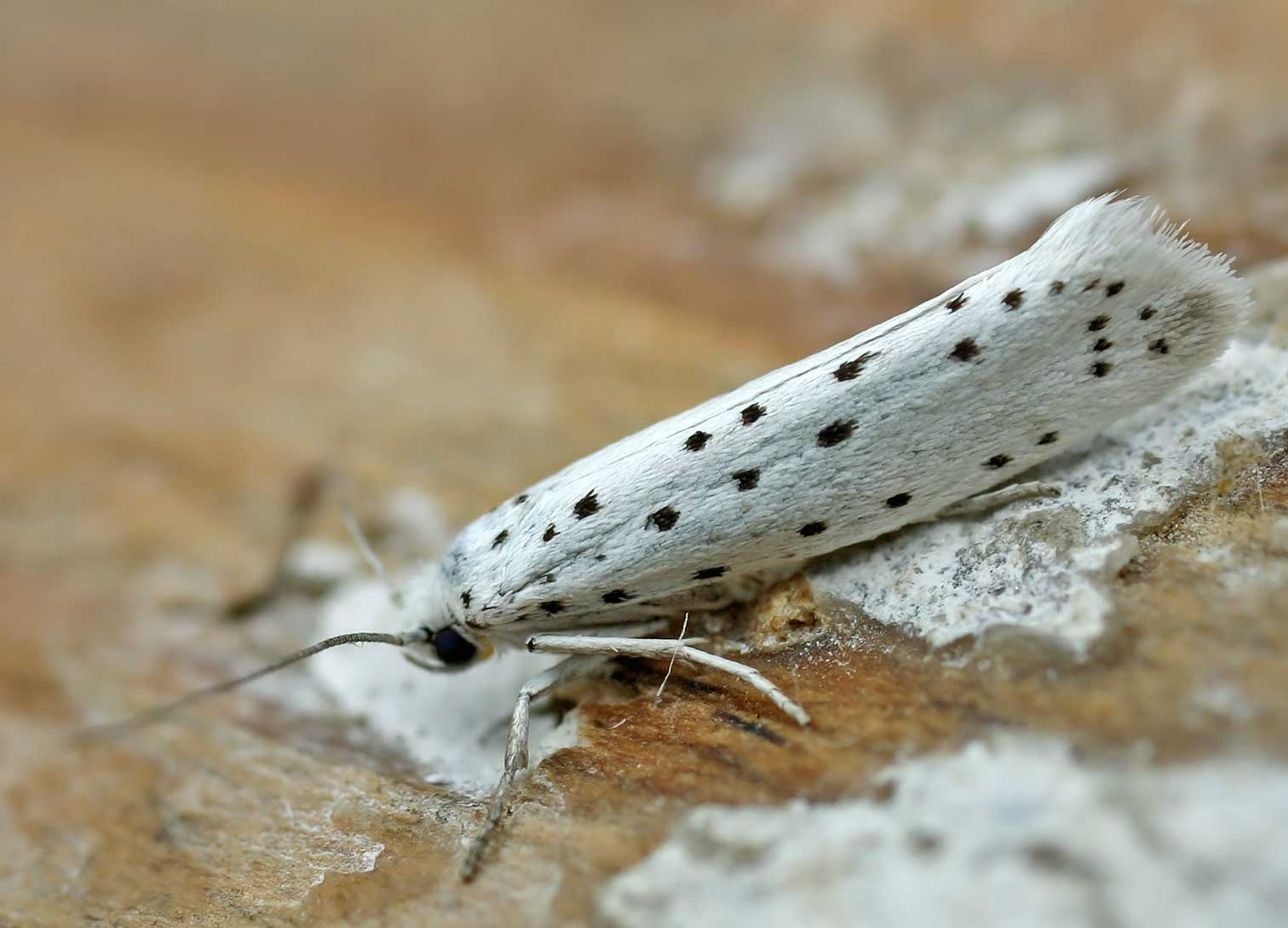
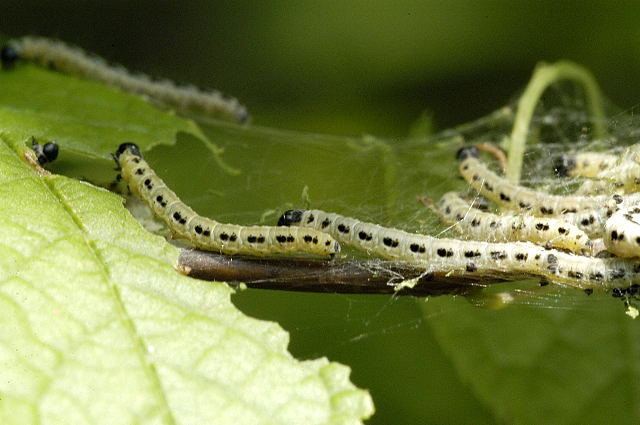
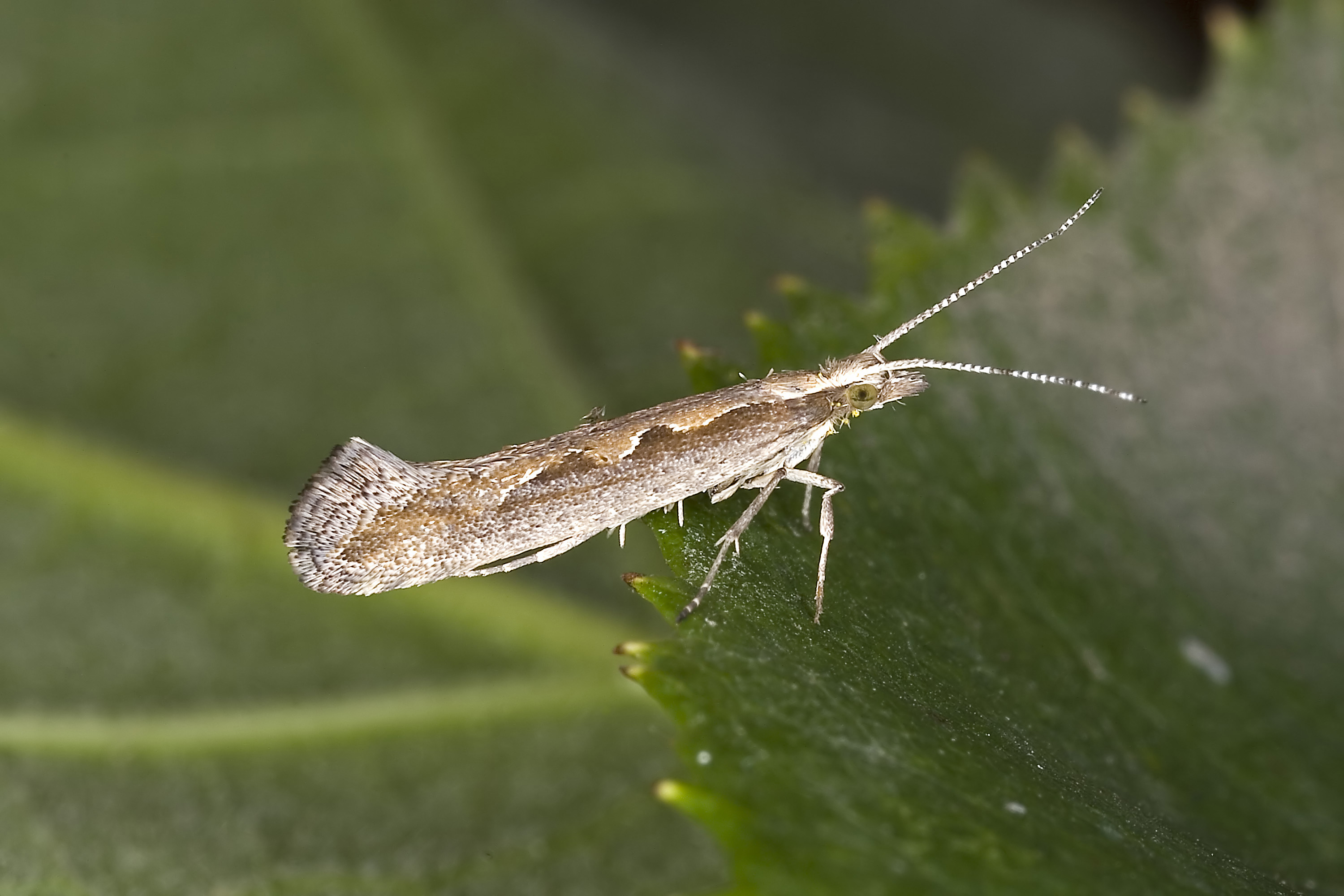
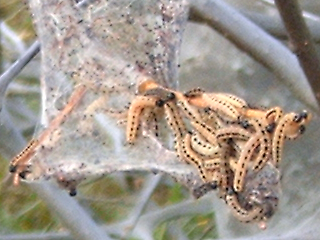

## Các họ
- Acrolepiidae
- Bedelliidae
- Glyphipterigidae
- Heliodinidae
- Lyonetiidae
- Plutellidae
- Yponomeutidae
- Ypsolophidae